# Universidad Autónoma del Estado de México
La Universidad Autónoma del Estado de México (UAEMéx)  es la máxima casa de estudios en el estado mexicano del Estado de México, es una universidad pública mexicana.

## Historia

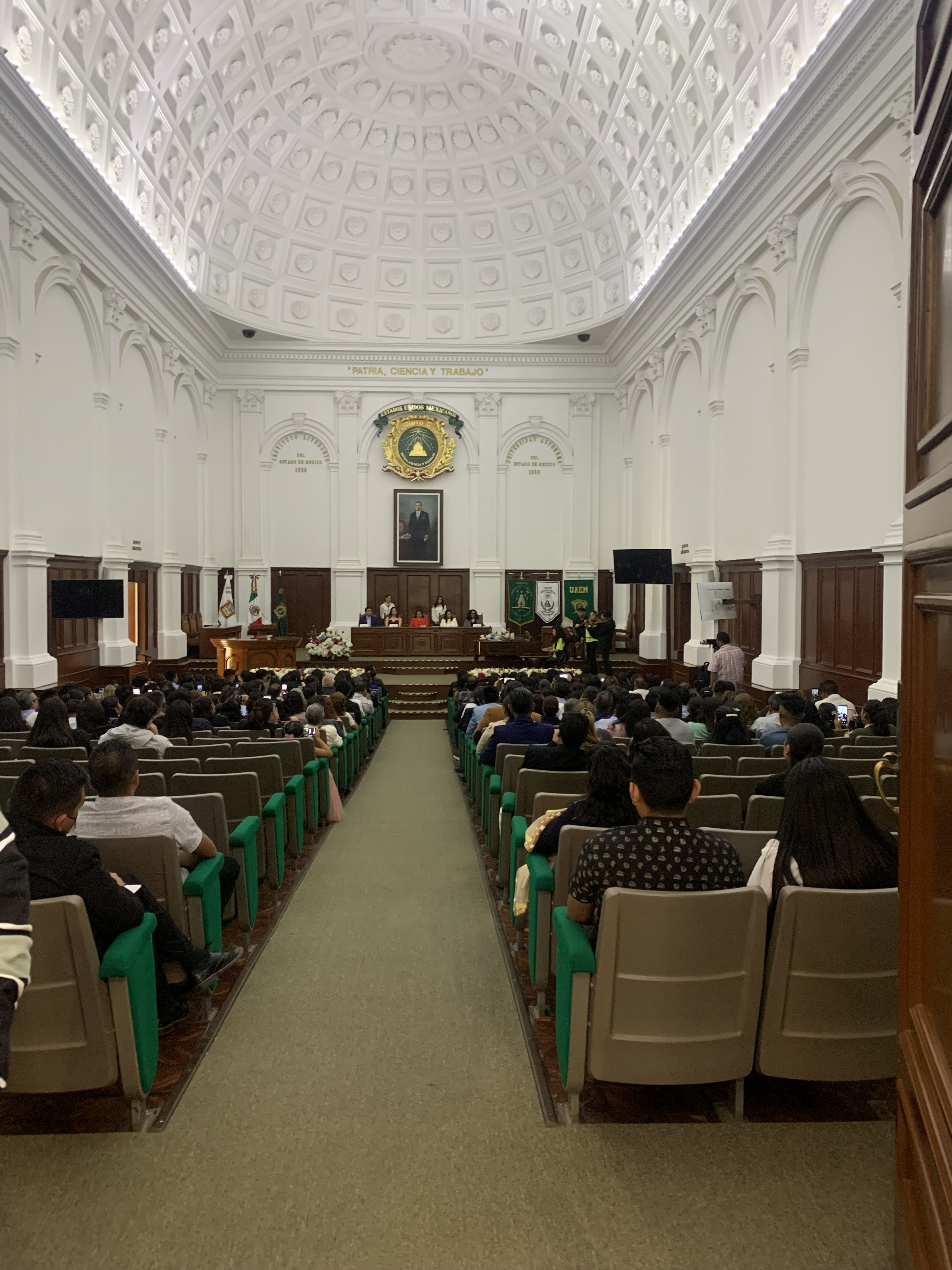
Aula Magna, dentro del Edificio de Rectoría

Tiene su origen en el Instituto Literario del Estado de México, fundado el 3 de marzo de 1828 con sede en Tlalpan, antiguamente parte del territorio estatal (hoy parte de Ciudad de México). En 1830 es clausurado por el traslado de la capital del estado a Toluca, y en 1833 es reabierto ahora en dicha ciudad, con sede en el edificio que actualmente es ocupado por la Rectoría.

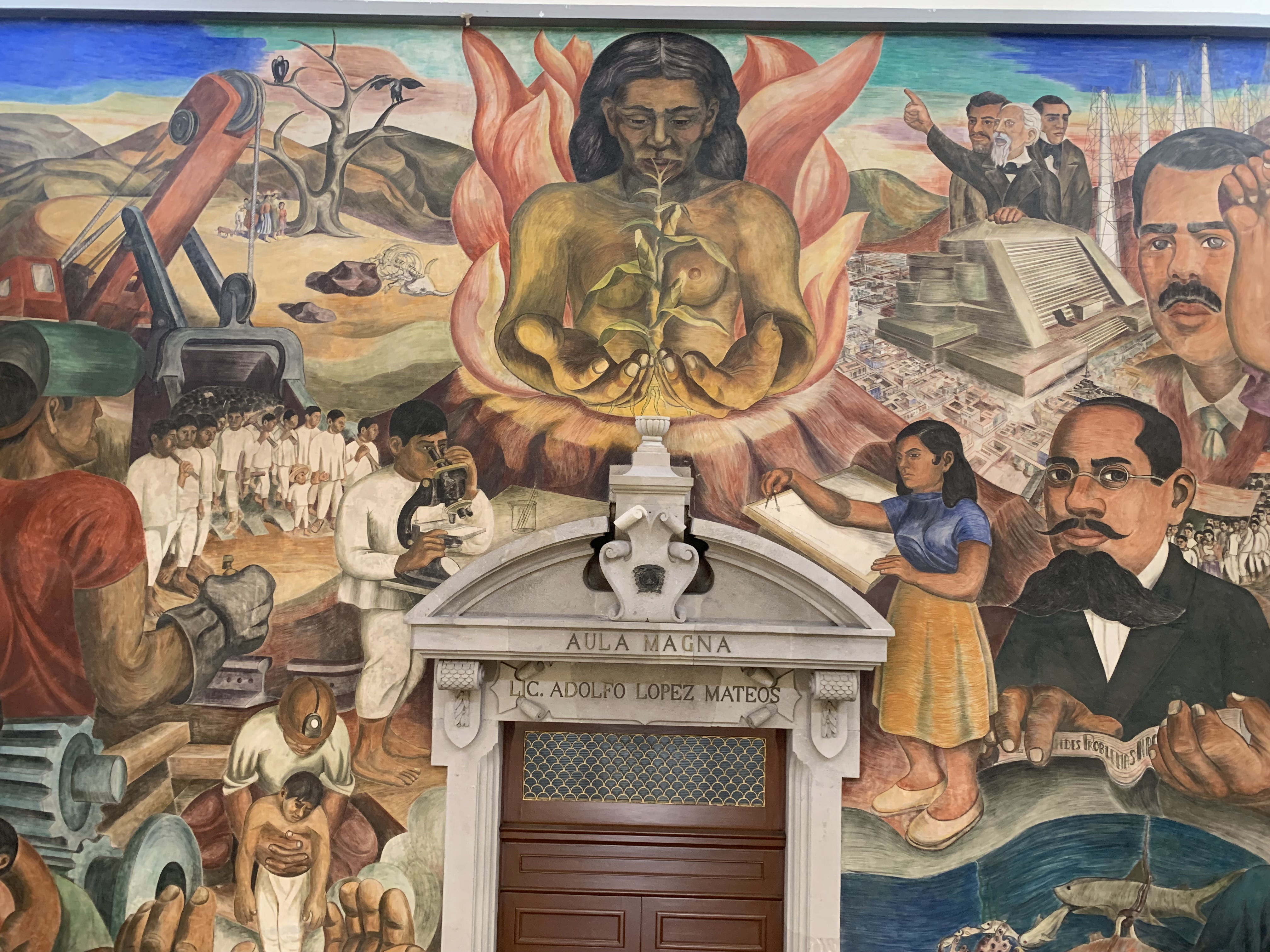
Detalle de mural "Síntesis" de Orlando Silva Pulgar, en la entrada del Aula Magna

En 1835 con la publicación de las Siete Leyes fue clausurado, sin embargo, el gobernador del estado, Francisco Modesto de Olaguíbel Martinón en 1846, decretó la reapertura del colegio. En 1851 se publica la ley orgánica del instituto y se crea el Taller de Tipografía y Litografía.
En 1872, el director del instituto, Jesús Fuentes y Muñiz, crea la carrera de instrucción pública y funda la Escuela de Ingenieros, abriendo nuevas carreras de ingenierías. En 1882, el gobernador del estado, José Zubieta decreta la creación de la Escuela Normal de Profesores como una ampliación de la carrera de instrucción pública. En 1866, debido a la inclusión de nuevas carreras ajenas a la literatura, e incluso a las humanidades, se renombró a Instituto Científico y Literario del Estado de México.

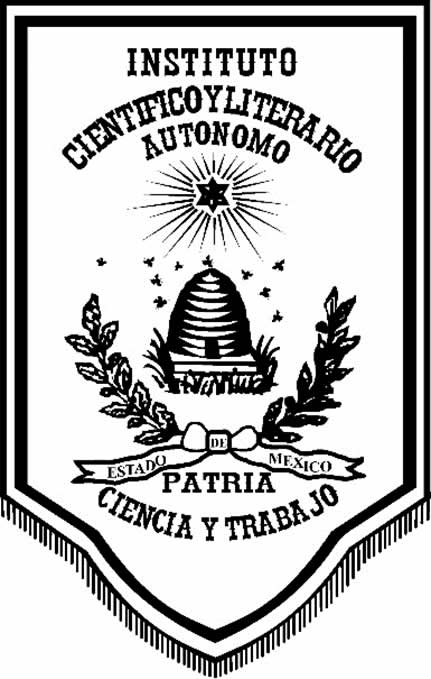
Diseño del Estandarte del Instituto Científico y Literario Autónomo.

En el marco del centenario del Instituto, en 1828, se crea el actual himno universitario.
En septiembre de 1943, el director del Instituto, Juan Josafat Pichardo, envió una propuesta al Congreso del Estado de México. El gobernador Isidro Fabela Alfaro mostró en primera instancia su entusiasmo, pero no realizó nada para garantizar su autonomía; a finales de octubre del mismo hubo una serie de protestas para forzar a una resolución positiva, donde incluso el Gobierno clausuró provisionalmente las instalaciones el instituto, que había sido tomado por los huelguistas. El 31 de diciembre, el Congreso del Estado de México aprobó su autonomía, que entró en vigor quince días más tarde y se renombró a Instituto Científico y Literario Autónomo del Estado de México (ICLA).

### Período Liberal
México nació como país independiente en 1821. Guadalupe Victoria, el primer presidente de la nación, vio la necesidad de crear instituciones educativas en todo el país para brindar educación, especialmente a la población indígena, que no tenía acceso a ella durante tiempos coloniales.
La Constitución Política del Estado de México fue firmada en Texcoco en 1827; algunos de sus artículos establecían la creación de una institución que gestionara todos los niveles de la educación pública. Ese año, la capital del estado se trasladó a San Agustín de las Cuevas, hoy conocido como Tlalpan. Fue allí, en la Casa de las Piedras Miyeras, donde el nuevo Seminario inaugurado por el gobernador Lorenzo de Zavala, inició clases el 4 de septiembre.

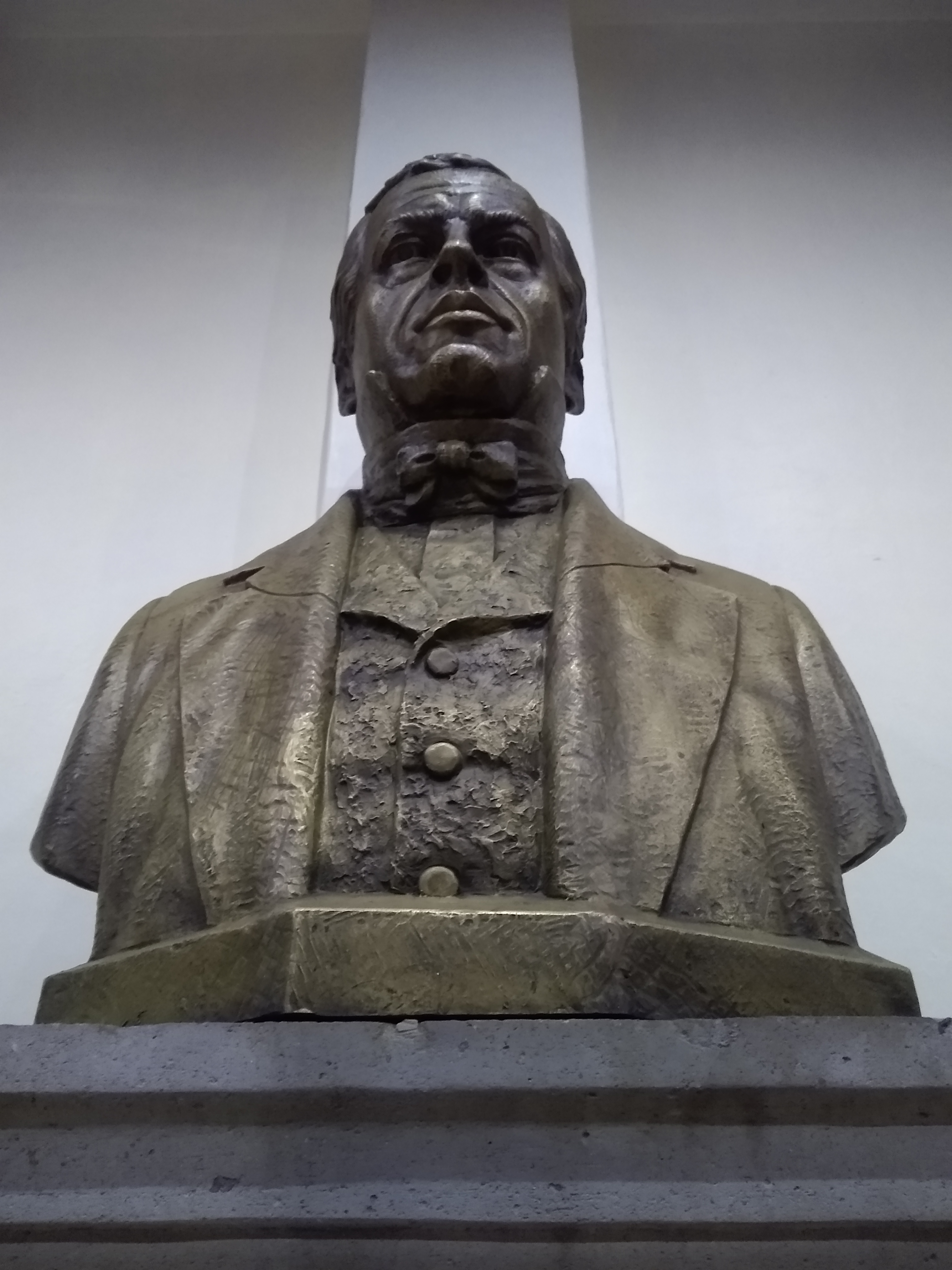
José María Luis Mora

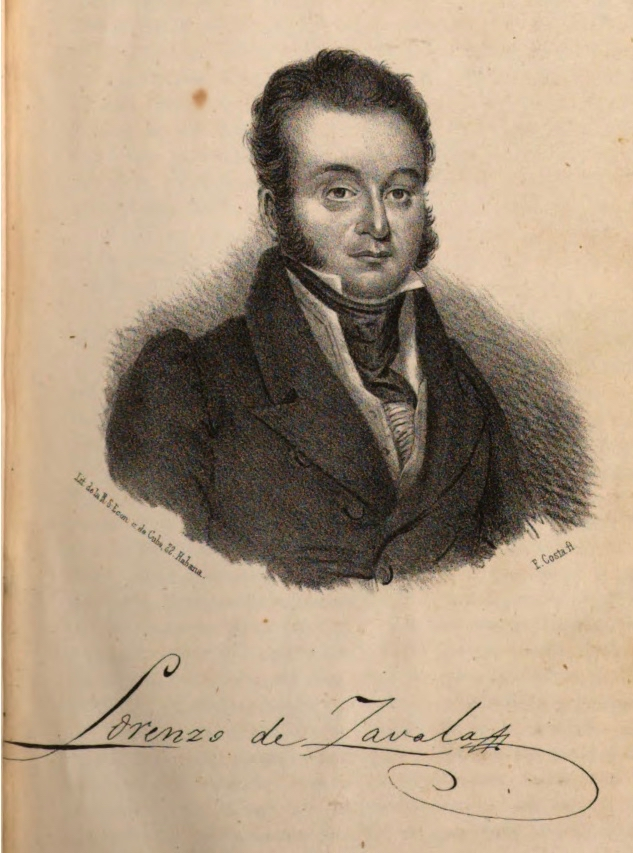
Lorenzo de Zavala

El 3 de marzo de 1828 este colegio pasó a ser el Instituto Literario del Estado de México, luego de recibir la aprobación del Congreso del Estado, el cual fue presidido por José María Luis Mora. Si bien este último y Lorenzo de Zavala eran liberales, cada uno tenía una visión diferente del Instituto. Mora creía que la libertad era el valor moral más importante que se podía transmitir a los estudiantes, por lo que pensaba que el Instituto debía ser apoyado económicamente por los ciudadanos, sin la intromisión del gobierno estatal. Sin embargo, Zavala abogó por la igualdad. Creía que una escuela tenía que ser financiada con fondos públicos y becas para favorecer a jóvenes de diferentes regiones que tenían recursos limitados.
Fue la idea de Zavala la que prevaleció, por lo que el Congreso local declaró que debían enviarse al Instituto estudiantes pobres y preferentemente indígenas de cada pueblo o distrito sostenido por el erario público.
El primer plan de estudios incluía cursos de Derecho, con el fin de convertir a los jóvenes en gobernantes justos. Los cursos de idiomas extranjeros como francés, inglés y alemán eran obligatorios, ya que los libros sólo se podían leer en esos idiomas. Asimismo, las clases de Dibujo eran imprescindibles, ya que formaban parte de la formación integral que el Instituto pretendía brindar a sus estudiantes.
En 1830, la sede de los poderes de gobierno se trasladó a Toluca, y también el Instituto, según lo estipulado en su decreto de creación. En Toluca, los estudiantes se alojaron en el Convento de La Merced, que se convirtió en la primera sede del Instituto en la capital del Estado, pero esto duró poco. En 1833, Lorenzo de Zavala expropió un predio conocido como "El Beaterio", con el propósito de ubicar allí el Instituto.
"El Beaterio" era una casona de Toluca destinada a albergar a las "beatas", mujeres que vivían bajo ciertas reglas y se dedicaban a educar a las niñas. Sin embargo, este objetivo nunca se cumplió. En su lugar, se construyeron una capilla y dos escuelas para niñas, una para niñas españolas y otra para niñas indígenas, respectivamente. Luego de la Guerra de Independencia de México, al encontrarse el lugar prácticamente abandonado y custodiado únicamente por una monja, Lorenzo de Zavala decidió expropiar el terreno y convertirlo en el nuevo local del Instituto.
Con el establecimiento del gobierno centralista en México, que duró de 1835 a 1846, los institutos estatales de todo el país fueron cerrados por decreto del presidente Antonio López de Santa Anna. Sin embargo, el 7 de noviembre de 1846, luego de ser designado como gobernador interino del Estado de México, Francisco Modesto de Olaguíbel firmó un decreto estableciendo la reapertura del Instituto Literario, iniciativa atribuida al Secretario de Guerra y Hacienda, Ignacio Ramírez Calzada, El Nigromante. Siete meses después, el 7 de junio de 1847, el Instituto reabrió sus puertas y llegaron estudiantes de diferentes partes del Estado debido al restablecimiento de las becas a estudiantes de municipios de todo el estado.
En 1849, después de la Guerra México-Estadounidense, el ejército estadounidense llegó a Toluca y tomó el Instituto como sede, lo que obligó a los estudiantes a refugiarse en el Convento del Carmen. Fue así como el claustro se convirtió en sede temporal del Instituto.
Durante esta época, y antes de la Guerra de Reforma, Iglesia, Estado y educación iban de la mano. De hecho, el primer rector del colegio fundado en 1827, que luego se convirtió en Instituto, fue el sacerdote José María Alcántara.
Cuando el archiduque Maximiliano de Habsburgo llegó a Toluca en octubre de 1864, como parte de su gira nacional para conocer las necesidades de la gente de todo el país, se hospedó en el Convento del Carmen. Al darse cuenta del deterioro del edificio, prometió enviar una bolsa de monedas de oro para su restauración. Sin embargo, su promesa no fue cumplida, ya sea porque nunca tuvo la intención de hacerlo o porque no tuvo la oportunidad, ya que fue encarcelado y ejecutado en 1867.

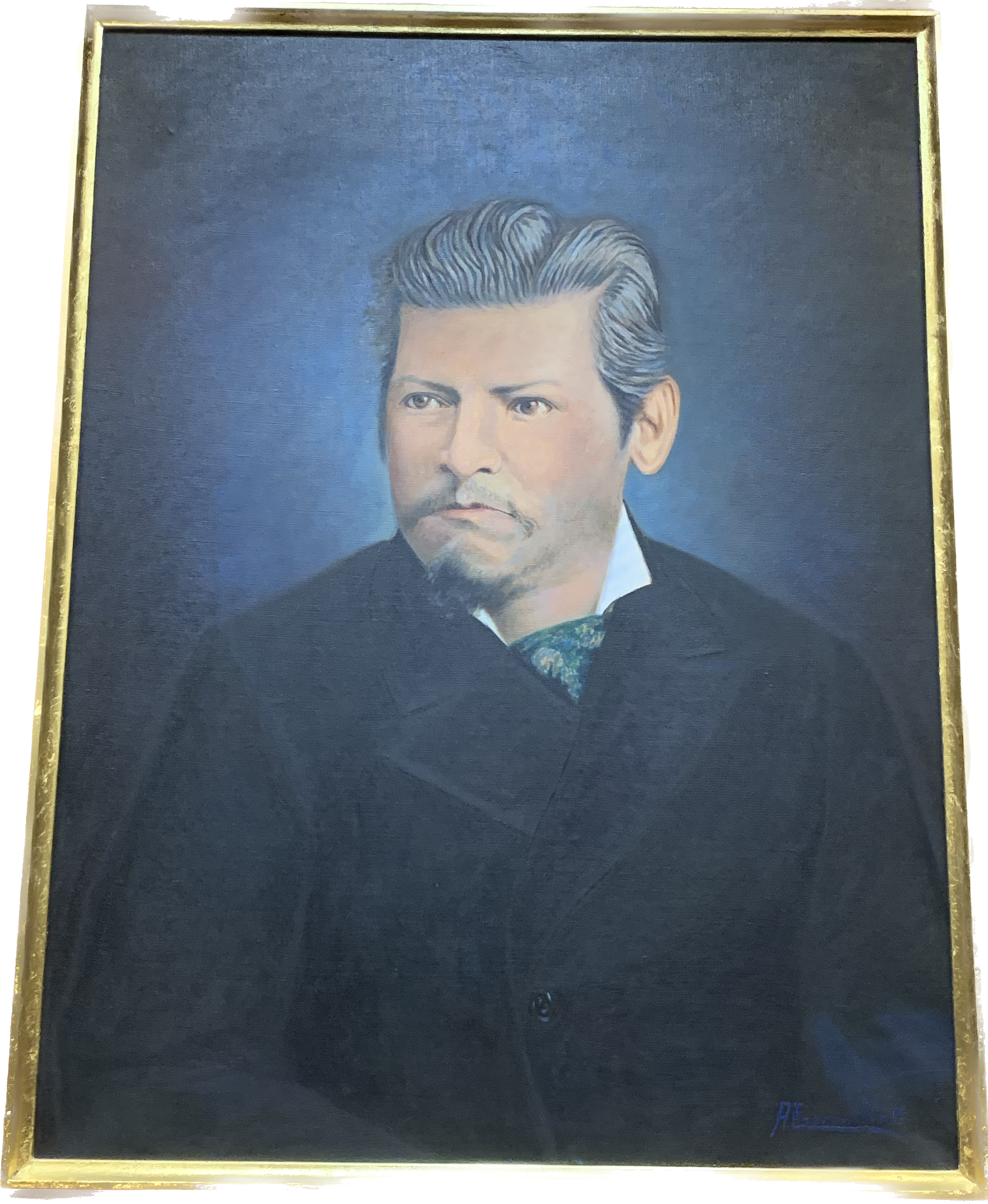
Ignacio Manuel Altamirano

En el Instituto estuvieron dos personajes emblemáticos: Ignacio Manuel Altamirano e Ignacio Ramírez Calzada, El Nigromante. Como muchos otros niños, Altamirano recibió una beca municipal para estudiar en el Instituto. Era un inteligente niño indígena de la comunidad de Tixtla, hoy estado de Guerrero. En el Instituto conoció a Ignacio Ramírez, quien había sido invitado a enseñar pero nunca llegaría a ser su profesor, al menos no formalmente.
Altamirano no tenía edad suficiente para asistir a sus conferencias, pero se escabullía y escuchaba sus lecciones desde fuera del aula. Se hicieron amigos y, en algún momento, colegas, desde que Altamirano comenzó a estudiar derecho en la Universidad Nacional Autónoma de México. En general, era conocido por ser un niño rebelde, y como no permitía que otros se burlaran de él ni de otros niños indígenas por su origen, se convirtió en un protector de los jóvenes.
En honor a tan destacados personajes, la UAEMex premia a los docentes y estudiantes más destacados de cada generación con las medallas Ignacio Ramírez Calzada e Ignacio Manuel Altamirano, respectivamente.
Como resultado de la injerencia de la iglesia en el sistema educativo, la educación del Instituto estuvo teñida de elementos religiosos en sus inicios. Por ejemplo, cada mañana los estudiantes, vivieran o no en el internado, tenían que orar y cantar un himno religioso, cuya última estrofa mencionaba al Padre, al Hijo y al Espíritu Santo.
En aquella época la educación integral involucraba las artes. Felipe Sánchez Solís, quien fuera director del Instituto, impartió clases de dibujo durante un tiempo, y cuando ya no pudo continuar, pidió permiso para llamar a Felipe Santiago Gutiérrez, pintor egresado de la Academia de San Carlos que había provocado gran revuelo al mostrar por primera vez un cuadro de desnudo. Por esto no fue aclamado en México ya que la sociedad era conservadora en aquella época. Sin embargo, en Colombia no sólo alcanzó la condición de excelente pintor, sino que también logró fundar una escuela. Otro egresado de la Academia de San Carlos que se incorporó como profesor al instituto fue Luis Coto y Maldonado, artista toluqueño muy interesado en retratar la ciudad, a diferencia de José María Velasco, que prefería pintar paisajes.
Es gracias a la obra de Coto y Maldonado que hoy se conocen aspectos interesantes del Toluca de aquella época, como el color blanco original de la fachada de los famosos portales de la ciudad, plasmado en el cuadro titulado Los Portales.
De todos los institutos creados entre 1825 y 1879, el primero fue el Colegio Civil del Estado de Puebla. El Instituto Literario del Estado de México, que recibió este nombre en 1828, fue el sexto. Algunos de estos institutos aún existen, como el Ateneo Fuente de Coahuila, el Instituto Veracruzano, el Colegio Rosales de Sinaloa, el Italiano Tamaulipeco y el Colegio Primitivo y Nacional de San Nicolás de Hidalgo en Michoacán.

### Período positivista
Luego de la Guerra de Reforma, Gabino Barreda, ministro de Educación durante el sexenio de Benito Juárez, viajó a Europa, donde conoció a quien es considerado el padre del positivismo: Auguste Comte. A su regreso, basándose en el método científico, Barreda diseñó el plan de estudios de la Escuela Nacional Preparatoria, que eliminó todos los cursos relacionados con la religión para privilegiar la ciencia. Posteriormente, a cada estado se le solicitó a través de una carta renovar el plan de estudios de su instituto, para ajustarlo al de la ENP. Mariano Riva Palacio, gobernador del Estado de México, llevó a cabo la tarea.

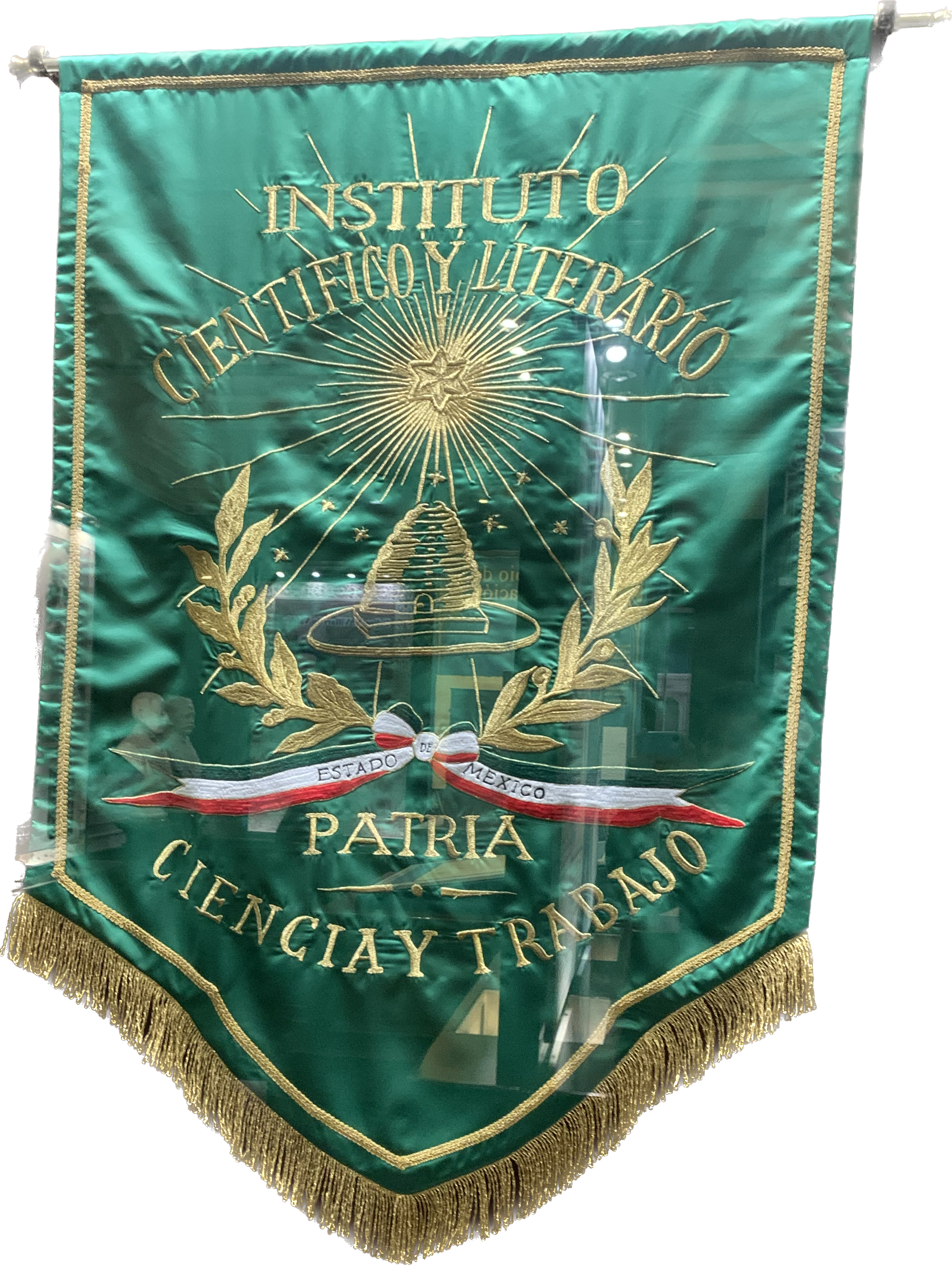
Estandarte físico del Instituto Literario del Estado de México

Fue durante este período que los institutos tomaron conciencia de sí mismos y comenzaron a forjar su propia identidad. En el caso de nuestro Instituto, esto se reflejó en la creación de su estandarte el 15 de septiembre de 1887, cuando el gobernador José Zubieta entregó a los estudiantes el primer estandarte institucional, inspirado en el lema “Patria, Ciencia y Trabajo”. El decano Joaquín Ramos explicó los iconos del escudo con las siguientes palabras: “Sobre un campo verde, que representa la esperanza, hay una corona hecha de ramas de olivo y roble como símbolo de la patria. En la parte superior, una estrella representa la ciencia. Finalmente, en el centro del emblema, bordado en hilo de oro, aparece una colmena rodeada por una comunidad de abejas trabajadoras como expresión de trabajo". Estos símbolos, así como los colores verde y dorado de este primer estandarte, forman parte del actual escudo institucional.
Otro elemento de identidad nacido durante esta época es la fachada del edificio de la rectoría. El retiro de la capilla del antiguo beaterio, a causa de la separación del estado y la iglesia, marca el final del proceso de remodelación del edificio. Así fue como el local se convirtió en la sede de una institución completamente liberal.
A finales del siglo XIX, el gobernador José Vicente Villada ordenó una remodelación integral del Instituto. Contrató al arquitecto José Luis González Collazo para el diseño y al ingeniero Anselmo Camacho, exprofesor de matemáticas del instituto, para construirlo. Este último realizó algunas modificaciones al diseño que dieron como resultado uno de los mayores símbolos de nuestra universidad: la fachada del Edificio Histórico de la Rectoría.
Durante el Porfiriato, período de gobierno posterior al sexenio de Benito Juárez, el Instituto se destacó por participar en la Exposición Universal celebrada en París en 1889, donde se exhibieron animales disecados de la colección del Gabinete de Ciencias Naturales.

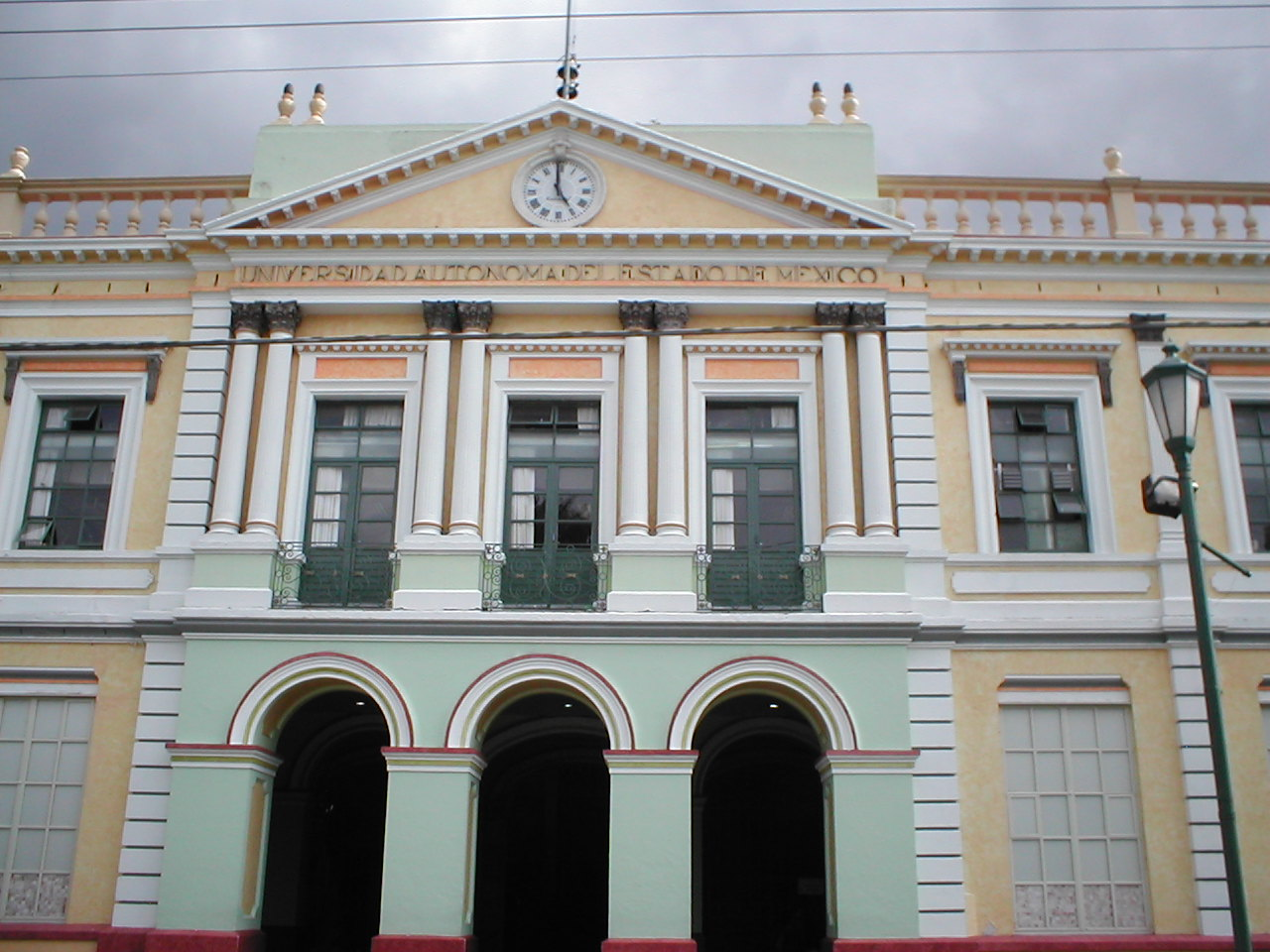
Entrada del edificio de Rectoría

Talleres de tipografía, litografía y carpintería, entre otros, pasaron a formar parte de la Escuela de Artes y Oficios. En un principio estuvieron ubicadas en el Instituto la Escuela Normal de Profesores y la Anexa a la Normal, pero luego se trasladaron a nuevas instalaciones. Esta es considerada la época dorada del Instituto ya que sus profesores sentaron sus bases culturales.
Era bastante evidente que los estudiantes tenían diferentes edades y provenían de diversos orígenes. Niños con sombreros de palma y prendas indígenas convivían con niños de traje y sombreros modernos. Algunos de ellos vivían en el internado; otros vivían en régimen de media pensión, mientras que el resto no vivía en el colegio, sino que todos pasaban tiempo juntos en las instalaciones. En aquel momento, el espíritu de rebelión persistía entre estudiantes y profesores. Durante la Revolución Mexicana la institución no cerró sus puertas. Su presencia quedó retratada en una de las caras de un billete de peso impreso en 1915 en el Estado de México.

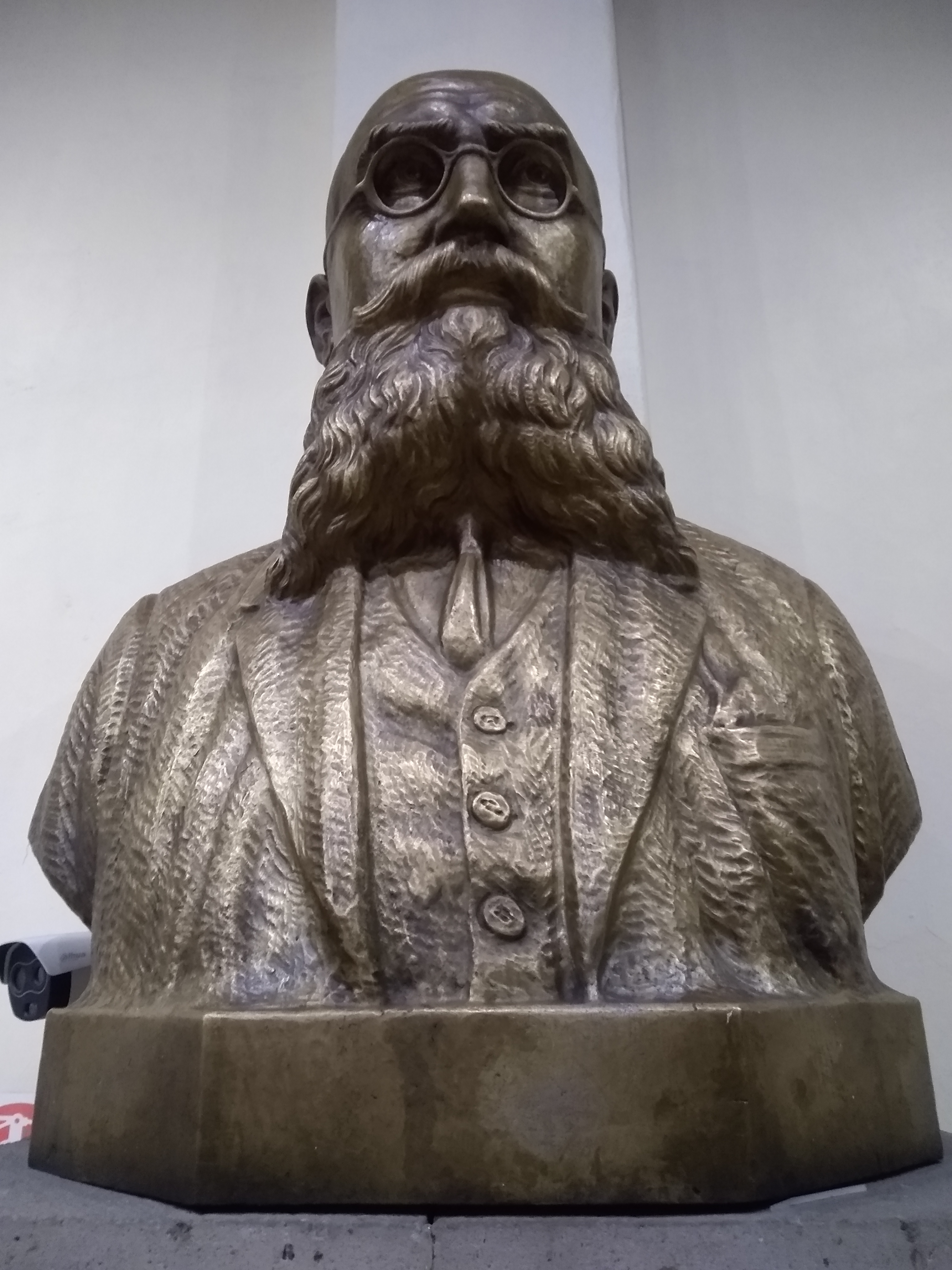
Andrés Molina Enríquez

Entre otros personajes que estudiaron en el Instituto durante la Revolución estuvieron Andrés Molina Enríquez, un gran científico social que luchó contra la falta de progreso y la miseria que padecían los campesinos mexicanos; Pascual Morales Molina, parte del ejército constitucionalista y en algún momento gobernador del Estado de México, y Gustavo Baz Prada, quien siendo menor de edad y estudiante de medicina decidió unirse a los zapatistas. Baz Prada asumió como gobernador del estado durante la Revolución, cargo que volvió a ocupar años después tras ser rector de la Universidad Nacional Autónoma de México. Como rector, hizo obligatorias las pasantías para los estudiantes de medicina, medida que se hizo extensiva al resto de carreras.
En 1928 el Instituto celebró su centenario, pero por falta de recursos económicos, los estudiantes de secundaria tuvieron que hacer uso de su creatividad y celebrar en una velada llena de música y literatura en el teatro de Toluca, donde recitaron poesía e interpretó algunas piezas musicales. Asimismo, se realizó un baile de coronación de la reina en el patio occidental del Instituto, que hoy se conoce como Patio del Centenario. Con motivo de esta celebración se crearon dos íconos de la universidad: el himno institucional y el Monumento al maestro.
El himno fue creación de dos profesores: Horacio Zúñiga, que enseñaba literatura, y Felipe Mendoza, que enseñaba música. El 3 de marzo de 1928 se colocó la primera piedra del Monumento al maestro y cinco años después, con el apoyo de estudiantes que organizaron diversos eventos para recaudar fondos, se terminó. El monumento lleva las palabras "juventud y senectud". Los autores del monumento fueron el escultor Ignacio Asúnsolo y el arquitecto Vicente Mendiola, quienes fueron alumno y profesor del instituto respectivamente.
En ese momento, el Instituto no impartía educación superior. Esto llevó a que los estudiantes se incorporaran a otras instituciones para obtener un título superior, como la Universidad Nacional, que se convirtió en autónoma en 1929. Luego de enterarse de este hecho, muchos exalumnos del instituto regresaron a Toluca para buscar la autonomía del Instituto. Convertirse en una institución autónoma no fue un proceso fácil, sino una lucha que duró unos diez años. Algunos de los estudiantes que participaron desde el principio se habían convertido en profesores al final. Estaban José Yurrieta Valdés, decano de la UAEM durante muchos años, Carlos Mercado Tovar, ex rector de la UAEM, y Guillermo Molina Reyes, sobrino de Andrés Molina Enríquez e hijo de Flor de María Reyes, la primera profesora del instituto. Otra figura estudiantil importante durante esta transición fue Ladislao S. Badillo, quien fue conocido como el líder o mártir de la autonomía, ya que murió antes de que terminara la lucha.
Durante este período, se derramó la sangre de los estudiantes y se les quitó la libertad. Muchos de ellos fueron encarcelados, aunque a los policías no les gustaba hacerlo, ya que el penal estaba justo frente al Instituto, donde ahora se encuentra la Gran Plaza Toluca. En el caso de los docentes la situación fue diferente. Algunos de ellos fueron despedidos de sus trabajos, como Josué Mirlo, mientras que otros, como Horacio Zúñiga, decidieron abandonar el Instituto y no volver a enseñar allí en apoyo al movimiento. Finalmente, el 31 de diciembre de 1943, el gobernador Isidro Fabela firmó el decreto que otorgó la tan ansiada autonomía a la institución, el cual entró en vigor el 15 de enero de 1944.

## Oferta académica
Para el 2022, la Universidad Autónoma del Estado de México imparte 85 carreras universitarias (67 licenciaturas y 18 ingenierías), 65 posgrados y 2 carreras cortas. Así como 7 licenciaturas de forma virtual.
| Facultad de Arquitectura y Diseño (Ciudad Universitaria)         | Facultad de Ciencias de la Conducta (Barrio de Tlacopa)                                     | Facultad de Derecho (Ciudad Universitaria)                 |
| Facultad de Economía (Ciudad Universitaria)                      | Facultad de Humanidades (Ciudad Universitaria)                                              | Facultad de Antropología (Colonia Universidad)             |
| Facultad de Artes Plásticas (Ciudad Universitaria)               | Facultad de Ciencias (San Cayetano Morelos)                                                 | Facultad de Ciencias Agrícolas (San Cayetano Morelos)      |
| Facultad de Ciencias Políticas y Sociales (Ciudad Universitaria) | Facultad de Contaduría y Administración (Ciudad Universitaria y Santa Cruz Azcapotzaltongo) | Facultad de Enfermería y Obstetricia (Colonia Universidad) |
| Facultad de Geografía (Ciudad Universitaria)                     | Facultad de Ingeniería (Ciudad Universitaria)                                               | Facultad de Lenguas (Colonia Universidad)                  |
| Facultad de Medicina (Colonia Universidad)                       | Facultad de Medicina Veterinaria y Zootecnia (San Cayetano Morelos)                         | Facultad de Odontología (Colonia Universidad)              |
| Facultad de Planeación Urbana y Regional (Colonia Universidad)   | Facultad de Química (Colonia Universidad y San Cayetano Morelos)                            | Facultad de Turismo y Gastronomía (Ciudad Universitaria)   |

| Centro Universitario Amecameca            | Centro Universitario Atlacomulco                | Centro Universitario Ecatepec             |
| Centro Universitario Temascaltepec        | Centro Universitario Tenancingo                 | Centro Universitario Teotihuacán          |
| Centro Universitario Texcoco              | Centro Universitario Valle de Chalco            | Centro Universitario Valle de México      |
| Centro Universitario Zumpango             | Centro Universitario Nezahualcóyotl             | Unidad Académica Profesional Acolman      |
| Unidad Académica Profesional Chimalhuacán | Unidad Académica Profesional Cuautitlán Izcalli | Unidad Académica Profesional Huehuetoca   |
| Unidad Académica Profesional Tejupilco    | Unidad Académica Profesional Tianguistenco      | Unidad Académica Profesional Tlalnepantla |